# Trichodesma paktiense
Trichodesma paktiense är en strävbladig växtart som beskrevs av F. Sadat. Trichodesma paktiense ingår i släktet Trichodesma och familjen strävbladiga växter. Inga underarter finns listade i Catalogue of Life.